# Tonatia bidens
Tonatia bidens — вид родини листконосові (Phyllostomidae), ссавець ряду лиликоподібні (Vespertilioniformes, seu Chiroptera).

## Середовище проживання
Країни поширення: Аргентина, Болівія, Бразилія, Парагвай. 

## Звички
Знайдені в дуплах дерев по лісах і сіркових шахтах.

## Загрози та охорона
Ймовірно, вирубка лісів, є загрозою.